# Косовско-эстонские отношения
Косовско-эстонские отношения — двусторонние дипломатические отношения между Эстонией и Косово. Косово в одностороннем порядке провозгласило свою независимость от Сербии 17 февраля 2008 года, Эстония признала его 21 февраля. Правительства Эстонии и Республики Косово установили дипломатические отношения в Таллине 24 апреля 2008 года.

## Войска
Эстония в настоящее время имеет 30 военнослужащих, несущих службу в Косово в качестве миротворцев в Силах для Косово (KFOR) под командованием НАТО.